# Mia Rosing
Mia Rosing (ur. 19 grudnia 1983 roku) – duńska modelka.
W 1998 roku wzięła udział w duńskiej edycji konkursu Elite Model Look, w którym zajęła drugie miejsce. Dzięki temu zaczęła pracować jako modelka, początkowo w Danii, a od 2000 roku w Londynie i Nowym Jorku. Na wybiegu prezentowała kolekcje znanych projektantów i domów mody, jak: Christian Dior, Marc Jacobs, Marc Jacobs, Elio Berhanyer, Miguel Palacio oraz Roberto Torretta. Ozdabiała okładki międzynarodowych edycji: Elle, Vogue oraz Madame Figaro. Brała udział w kampaniach reklamowych: Escady, Giorgio Armaniego, Vero Moda oraz Zucchero. Obecnie związana jest kontraktem z The Row.